# Beauty Behind the Madness
Beauty Behind the Madness er det andet studiealbum af den canadiske singer-songwriter the Weeknd. Det blev udgivet den 28. august 2015 gennem XO og Republic Records. Albummet byder på gæsteoptrædener fra Labrinth, Ed Sheeran og Lana Del Rey, med produktion af blandt andre Weeknd, Kanye West, Stephan Moccio, DaHeala, Illangelo, Ben Billions, DannyBoyStyles, Max Martin og Ali Payami.
 Der er for få eller ingen kildehenvisninger i denne artikel, hvilket er et problem. Du kan hjælpe ved at angive troværdige kilder til de påstande, som fremføres i artiklen.